# Tỉnh của Ý

Bản đồ phân chia đơn vị hành chính ở Ý:
- Vùng (biên đen)
- Tỉnh (biên xám)

Ví dụ vùng Lazio được cấu thành bởi 5 tỉnh là Thành phố đô thị Roma Thủ đô (tương đương 1 tỉnh), tỉnh Latina, tỉnh Viterbo, tỉnh Rieti và tỉnh Frosinone.

Ở Ý, tỉnh (tiếng Ý: provincia) là cấp hành chính địa phương cao hơn comune nhưng thấp hơn vùng (regione).  Một tỉnh bao gồm nhiều commune (đơn vị hành chính tương đương cấp huyện), và nhiều tỉnh thì tạo thành một vùng.
Năm 2016, Ý có 107 tỉnh. Từ năm 2015, có 15 tỉnh chính thức trở thành Thành phố đô thị (Città metropolitana) - được xem là đơn vị hành chính tương đương với cấp tỉnh, và vẫn được bao gồm trong số lượng tỉnh trong các dữ liệu thống kê chính thức.
Ví dụ, Tỉnh Roma cũ (Provincia di Roma) chính thức trở thành Thành phố đô thị Roma Thủ đô (Città metropolitana di Roma Capitale), và tỉnh "Thành phố đô thị" này có tỉnh lỵ là thành phố thủ đô Roma - tương đương với 1 comune, đơn vị hành chính cấp huyện. Ngoài thủ đô Roma, Thành phố đô thị Roma Thủ đô (tức Tỉnh Roma cũ) còn bao gồm nhiều đơn vị huyện comune khác.
Các tỉnh như Thành phố đô thị Roma Thủ đô, tỉnh Latina, tỉnh Viterbo, tỉnh Rieti và tỉnh Frosinone cấu tạo thành vùng Lazio - 1 trong 20 vùng hành chính của Ý.
Trường hợp ngoại lệ là vùng Thung lũng Aosta - vùng nhỏ nhất về cả diện tích và dân số của quốc gia, không có tỉnh nào cả. Do đó, vùng này thực hiện các chức năng hành chính thương đương như một tỉnh, có thể xem là vùng đơn tỉnh. Vùng đơn tỉnh Thung lũng Aosta được trực tiếp chia thành 74 huyện hành chính comune.

## Danh sách các tỉnh ở Ý
| Mã ISTAT | Tỉnh                                      | Mã ISO | Vùng hành chính       | Miền     | Dân số     | Diện tích (km²) | Mật độ (/km²) | Số comuni |
| -------- | ----------------------------------------- | ------ | --------------------- | -------- | ---------- | --------------- | ------------- | --------- |
| 084      | Agrigento                                 | AG     | Sicilia               | Hải đảo  | 454.002    | 3.042           | 149           | 43        |
| 006      | Alessandria                               | AL     | Piemonte              | Tây Bắc  | 440.613    | 3.559           | 124           | 190       |
| 042      | Ancona                                    | AN     | Marche                | Trung    | 481.028    | 1.940           | 248           | 56        |
| 007      | Thung lũng Aosta                          | AO     | Thung lũng Aosta      | Tây Bắc  | 128.230    | 3.263           | 39            | 74        |
| 051      | Arezzo                                    | AR     | Toscana               | Trung    | 349.651    | 3.236           | 108           | 39        |
| 044      | Ascoli Piceno                             | AP     | Marche                | Trung    | 214.068    | 1.228           | 174           | 33        |
| 005      | Asti                                      | AT     | Piemonte              | Tây Bắc  | 221.687    | 1.515           | 146           | 118       |
| 064      | Avellino                                  | AV     | Campania              | Nam      | 439.137    | 2.792           | 157           | 119       |
| 072      | Bari (thành phố trung tâm)                | BA     | Apulia                | Nam      | 1.258.706  | 3.821           | 329           | 48        |
| 110      | Barletta-Andria-Trani                     | BT     | Apulia                | Nam      | 392.863    | 1.538           | 255           | 10        |
| 025      | Belluno                                   | BL     | Veneto                | Đông Bắc | 213.474    | 3.676           | 58            | 69        |
| 062      | Benevento                                 | BN     | Campania              | Nam      | 287.874    | 2.071           | 139           | 78        |
| 016      | Bergamo                                   | BG     | Lombardia             | Tây Bắc  | 1.098.740  | 2.723           | 404           | 244       |
| 096      | Biella                                    | BI     | Piemonte              | Tây Bắc  | 185.768    | 914             | 203           | 82        |
| 037      | Bologna (thành phố trung tâm)             | BO     | Emilia-Romagna        | Đông Bắc | 991.924    | 3.702           | 268           | 60        |
| 021      | Nam Tirol (tỉnh tự trị)                   | BZ     | Trentino-Nam Tirol    | Đông Bắc | 507.657    | 7.400           | 69            | 116       |
| 017      | Brescia                                   | BS     | Lombardia             | Tây Bắc  | 1.256.025  | 4.783           | 263           | 206       |
| 074      | Brindisi                                  | BR     | Apulia                | Nam      | 403.229    | 1.839           | 219           | 20        |
| 092      | Cagliari (thành phố trung tâm)            | CA     | Sardegna              | Hải đảo  | 430.413    | 1.248           | 345           | 17        |
| 085      | Caltanissetta (liên hiệp công cộng tự do) | CL     | Sicilia               | Hải đảo  | 271.729    | 2.124           | 128           | 22        |
| 070      | Campobasso                                | CB     | Molise                | Nam      | 231.086    | 2.910           | 79            | 84        |
| 107      | Carbonia-Iglesias                         | CI     | Sardegna              | Hải đảo  | 129.840    | 1.495           | 87            | 23        |
| 061      | Caserta                                   | CE     | Campania              | Nam      | 916.467    | 2.640           | 347           | 104       |
| 087      | Catania (thành phố trung tâm)             | CT     | Sicilia               | Hải đảo  | 1.090.101  | 3.553           | 307           | 58        |
| 079      | Catanzaro                                 | CZ     | Calabria              | Nam      | 368.597    | 2.392           | 154           | 80        |
| 069      | Chieti                                    | CH     | Abruzzo               | Nam      | 397.123    | 2.588           | 153           | 104       |
| 013      | Como                                      | CO     | Lombardia             | Tây Bắc  | 594.988    | 1.288           | 462           | 160       |
| 078      | Cosenza                                   | CS     | Calabria              | Nam      | 734.656    | 6.650           | 110           | 155       |
| 019      | Cremona                                   | CR     | Lombardia             | Tây Bắc  | 363.606    | 1.771           | 205           | 115       |
| 101      | Crotone                                   | KR     | Calabria              | Nam      | 174.605    | 1.716           | 102           | 27        |
| 004      | Cuneo                                     | CN     | Piemonte              | Tây Bắc  | 592.303    | 6.902           | 86            | 250       |
| 086      | Enna (liên hiệp công cộng tự do)          | EN     | Sicilia               | Hải đảo  | 172.485    | 2.561           | 67            | 20        |
| 109      | Fermo                                     | FM     | Marche                | Trung    | 177.914    | 860             | 207           | 40        |
| 038      | Ferrara                                   | FE     | Emilia-Romagna        | Đông Bắc | 359.994    | 2.630           | 137           | 26        |
| 048      | Firenze (thành phố trung tâm)             | FI     | Toscana               | Trung    | 998.098    | 3.515           | 284           | 44        |
| 071      | Foggia                                    | FG     | Apulia                | Nam      | 640.836    | 6.966           | 92            | 64        |
| 040      | Forlì-Cesena                              | FC     | Emilia-Romagna        | Đông Bắc | 395.489    | 2.376           | 166           | 30        |
| 060      | Frosinone                                 | FR     | Lazio                 | Trung    | 498.167    | 3.243           | 154           | 91        |
| 010      | Genova (thành phố trung tâm)              | GE     | Liguria               | Tây Bắc  | 882.718    | 1.839           | 480           | 67        |
| 031      | Gorizia                                   | GO     | Friuli-Venezia Giulia | Đông Bắc | 142.407    | 466             | 306           | 25        |
| 053      | Grosseto                                  | GR     | Toscana               | Trung    | 228.157    | 4.501           | 51            | 28        |
| 008      | Imperia                                   | IM     | Liguria               | Tây Bắc  | 222.648    | 1.156           | 193           | 67        |
| 094      | Isernia                                   | IS     | Molise                | Nam      | 88.694     | 1.528           | 58            | 52        |
| 011      | La Spezia                                 | SP     | Liguria               | Tây Bắc  | 223.516    | 881             | 254           | 32        |
| 066      | L'Aquila                                  | AQ     | Abruzzo               | Nam      | 309.820    | 5.035           | 62            | 108       |
| 059      | Latina                                    | LT     | Lazio                 | Trung    | 555.692    | 2.250           | 247           | 33        |
| 075      | Lecce                                     | LE     | Apulia                | Nam      | 815.597    | 2.759           | 296           | 87        |
| 097      | Lecco                                     | LC     | Lombardia             | Tây Bắc  | 340.167    | 816             | 417           | 90        |
| 049      | Livorno                                   | LI     | Toscana               | Trung    | 342.955    | 1.211           | 283           | 20        |
| 098      | Lodi                                      | LO     | Lombardia             | Tây Bắc  | 227.655    | 782             | 291           | 61        |
| 046      | Lucca                                     | LU     | Toscana               | Trung    | 393.795    | 1.773           | 222           | 35        |
| 043      | Macerata                                  | MC     | Marche                | Trung    | 325.362    | 2.774           | 117           | 50        |
| 020      | Mantova                                   | MN     | Lombardia             | Tây Bắc  | 415.442    | 2.339           | 178           | 70        |
| 045      | Massa-Carrara                             | MS     | Toscana               | Trung    | 203.901    | 1.157           | 176           | 17        |
| 077      | Matera                                    | MT     | Basilicata            | Nam      | 203.726    | 3.447           | 59            | 31        |
| 106      | Medio Campidano                           | VS     | Sardegna              | Hải đảo  | 102.409    | 1.516           | 68            | 28        |
| 083      | Messina (thành phố trung tâm)             | ME     | Sicilia               | Hải đảo  | 653.737    | 3.247           | 201           | 108       |
| 015      | Milano (thành phố trung tâm)              | MI     | Lombardia             | Tây Bắc  | 3.156.694  | 1.575           | 2.004         | 134       |
| 036      | Modena                                    | MO     | Emilia-Romagna        | Đông Bắc | 700.913    | 2.689           | 261           | 47        |
| 108      | Monza và Brianza                          | MB     | Lombardia             | Tây Bắc  | 849.636    | 405             | 2.098         | 55        |
| 063      | Napoli (thành phố trung tâm)              | NA     | Campania              | Nam      | 3.080.873  | 1.171           | 2.631         | 92        |
| 003      | Novara                                    | NO     | Piemonte              | Tây Bắc  | 371.802    | 1.339           | 278           | 88        |
| 091      | Nuoro                                     | NU     | Sardegna              | Hải đảo  | 160.677    | 3.934           | 41            | 52        |
| 105      | Ogliastra                                 | OG     | Sardegna              | Hải đảo  | 57.965     | 1.854           | 31            | 23        |
| 104      | Olbia-Tempio                              | OT     | Sardegna              | Hải đảo  | 157.859    | 3.399           | 46            | 26        |
| 095      | Oristano                                  | OR     | Sardegna              | Hải đảo  | 166.244    | 3.040           | 55            | 88        |
| 028      | Padova                                    | PD     | Veneto                | Đông Bắc | 934.216    | 2.143           | 436           | 104       |
| 082      | Palermo (thành phố trung tâm)             | PA     | Sicilia               | Hải đảo  | 1.249.577  | 4.992           | 250           | 82        |
| 034      | Parma                                     | PR     | Emilia-Romagna        | Đông Bắc | 442.120    | 3.450           | 128           | 47        |
| 018      | Pavia                                     | PV     | Lombardia             | Tây Bắc  | 548.307    | 2.965           | 185           | 190       |
| 054      | Perugia                                   | PG     | Umbria                | Trung    | 671.821    | 6.332           | 106           | 59        |
| 041      | Pesaro và Urbino                          | PU     | Marche                | Trung    | 366.963    | 2.564           | 143           | 60        |
| 068      | Pescara                                   | PE     | Abruzzo               | Nam      | 323.184    | 1.225           | 264           | 46        |
| 033      | Piacenza                                  | PC     | Emilia-Romagna        | Đông Bắc | 289.875    | 2.590           | 112           | 48        |
| 050      | Pisa                                      | PI     | Toscana               | Trung    | 417.782    | 2.445           | 171           | 39        |
| 047      | Pistoia                                   | PT     | Toscana               | Trung    | 293.061    | 965             | 304           | 22        |
| 093      | Pordenone                                 | PN     | Friuli-Venezia Giulia | Đông Bắc | 315.323    | 2.130           | 148           | 51        |
| 076      | Potenza                                   | PZ     | Basilicata            | Nam      | 383.791    | 6.549           | 59            | 100       |
| 100      | Prato                                     | PO     | Toscana               | Trung    | 249.775    | 365             | 684           | 7         |
| 088      | Ragusa (liên hiệp công cộng tự do)        | RG     | Sicilia               | Hải đảo  | 318.549    | 1.614           | 197           | 12        |
| 039      | Ravenna                                   | RA     | Emilia-Romagna        | Đông Bắc | 392.458    | 1.858           | 211           | 18        |
| 080      | Reggio Calabria (thành phố trung tâm)     | RC     | Calabria              | Nam      | 566.977    | 3.184           | 178           | 97        |
| 035      | Reggio Emilia                             | RE     | Emilia-Romagna        | Đông Bắc | 530.343    | 2.292           | 231           | 45        |
| 057      | Rieti                                     | RI     | Lazio                 | Trung    | 160.467    | 2.750           | 58            | 73        |
| 099      | Rimini                                    | RN     | Emilia-Romagna        | Đông Bắc | 329.302    | 863             | 382           | 27        |
| 058      | Roma (thành phố trung tâm)                | RM     | Lazio                 | Trung    | 4.194.068  | 5.352           | 784           | 121       |
| 029      | Rovigo                                    | RO     | Veneto                | Đông Bắc | 247.884    | 1.790           | 138           | 50        |
| 065      | Salerno                                   | SA     | Campania              | Nam      | 1.109.705  | 4.918           | 226           | 158       |
| 090      | Sassari                                   | SS     | Sardegna              | Hải đảo  | 337.237    | 4.281           | 79            | 66        |
| 009      | Savona                                    | SV     | Liguria               | Tây Bắc  | 287.906    | 1.545           | 186           | 69        |
| 052      | Siena                                     | SI     | Toscana               | Trung    | 272.638    | 3.823           | 71            | 36        |
| 014      | Sondrio                                   | SO     | Lombardia             | Tây Bắc  | 183.169    | 3.210           | 57            | 78        |
| 089      | Siracusa (liên hiệp công cộng tự do)      | SR     | Sicilia               | Hải đảo  | 404.271    | 2.108           | 192           | 21        |
| 073      | Taranto                                   | TA     | Apulia                | Nam      | 580.028    | 2.436           | 238           | 29        |
| 067      | Teramo                                    | TE     | Abruzzo               | Nam      | 312.239    | 1.948           | 160           | 47        |
| 055      | Terni                                     | TR     | Umbria                | Trung    | 234.665    | 2.122           | 111           | 33        |
| 081      | Trapani (liên hiệp công cộng tự do)       | TP     | Sicilia               | Hải đảo  | 436.624    | 2.460           | 177           | 24        |
| 022      | Trentino (tỉnh tự trị)                    | TN     | Trentino-South Tyrol  | Đông Bắc | 529.457    | 6.203           | 85            | 217       |
| 026      | Treviso                                   | TV     | Veneto                | Đông Bắc | 888.249    | 2.477           | 359           | 95        |
| 032      | Trieste                                   | TS     | Friuli-Venezia Giulia | Đông Bắc | 236.556    | 212             | 1.116         | 6         |
| 001      | Torino (thành phố trung tâm)              | TO     | Piemonte              | Tây Bắc  | 2.302.353  | 6.829           | 337           | 315       |
| 030      | Udine                                     | UD     | Friuli-Venezia Giulia | Đông Bắc | 541.522    | 4.904           | 110           | 136       |
| 012      | Varese                                    | VA     | Lombardia             | Tây Bắc  | 883.285    | 1.199           | 737           | 141       |
| 027      | Venezia (thành phố trung tâm)             | VE     | Veneto                | Đông Bắc | 863.133    | 2.461           | 351           | 44        |
| 103      | Verbano-Cusio-Ossola                      | VB     | Piemonte              | Tây Bắc  | 163.247    | 2.256           | 72            | 77        |
| 002      | Vercelli                                  | VC     | Piemonte              | Tây Bắc  | 179.562    | 2.088           | 86            | 86        |
| 023      | Verona                                    | VR     | Veneto                | Đông Bắc | 920.158    | 3.120           | 295           | 98        |
| 102      | Vibo Valentia                             | VV     | Calabria              | Nam      | 166.560    | 1.139           | 146           | 50        |
| 024      | Vicenza                                   | VI     | Veneto                | Đông Bắc | 870.740    | 2.723           | 320           | 121       |
| 056      | Viterbo                                   | VT     | Lazio                 | Trung    | 320.294    | 3.614           | 89            | 60        |
| Tổng     | -                                         | -      | -                     | -        | 60.626.442 | 301.338         | 201           | 8.094     |